# Tintoretto
Tintoretto, vlastním jménem Jacopo Comin, zvaný též Jacopo Robusti (1518/19 Benátky – 31. květen 1594 Benátky) byl nejvýznamnější benátský manýristický malíř italského cinquecenta. Na rozdíl od Tiziana nebyl malířem knížat či císaře nebo papeže, ale mezi jeho objednavatele patřilo duchovenstvo a benátský patriciát, laická bratrstva (výzdoba Scuola Grande di San Rocco) a později i Benátská republika (výzdoba Dóžecího paláce). V jeho dílech převládala náboženská témata, v nichž dramatičnosti i mystičnosti vyobrazené události dosahoval manýristickým využitím barvy a kontrastem světla a stínu. Tintorettova tvorba měla vliv nejen na jeho současníky, ale byla i předzvěstí barokního stylu malby.

## Životopisná data
Tintoretto byl nejstarší z 21 dětí, které se narodily v rodině benátského barvíře hedvábí. Podle otcova povolání (tintore = barvíř) dostal i své jméno Tintoretto, což v překladu znamená „barvířův synek“. Byl také nazýván Jacopo Robusti a to podle otcova přídomku Robusti, jehož význam značí „mohutný“ či „podsaditý“. Tento přídomek získal Tintorettův otec Giovanni Battista při obraně Padovy ve válce „Cambriské ligy“ proti Benátkám v letech 1509/1510. Otcovo i Tintorettovo skutečné jméno však znělo Comin (italský výraz pro „kmín“). Tintorettův malířský talent se projevil již v dětství, ale o jeho dalším školení nevíme nic jistého. Předpokládané školení v Tizianově dílně nebylo potvrzeno a tak je možné, že poučení v malířských technikách získal u Bonifazia de’ Pitatiho (1487–1553) nebo u Andrey Schiavoneho (1510/15–1563), který se později stal jeho spolupracovníkem. Určité zkušenosti mohl získat také spoluprací s řemeslníky zdobícími nábytkové truhly zvané cassoni, pro což svědčí tzv. veronské a vídeňské výplňové desky s biblickými náměty. Tintoretto se osamostatnil mezi roky 1536 a 1539. V té době bydlel na benátském náměstí San Cassian.

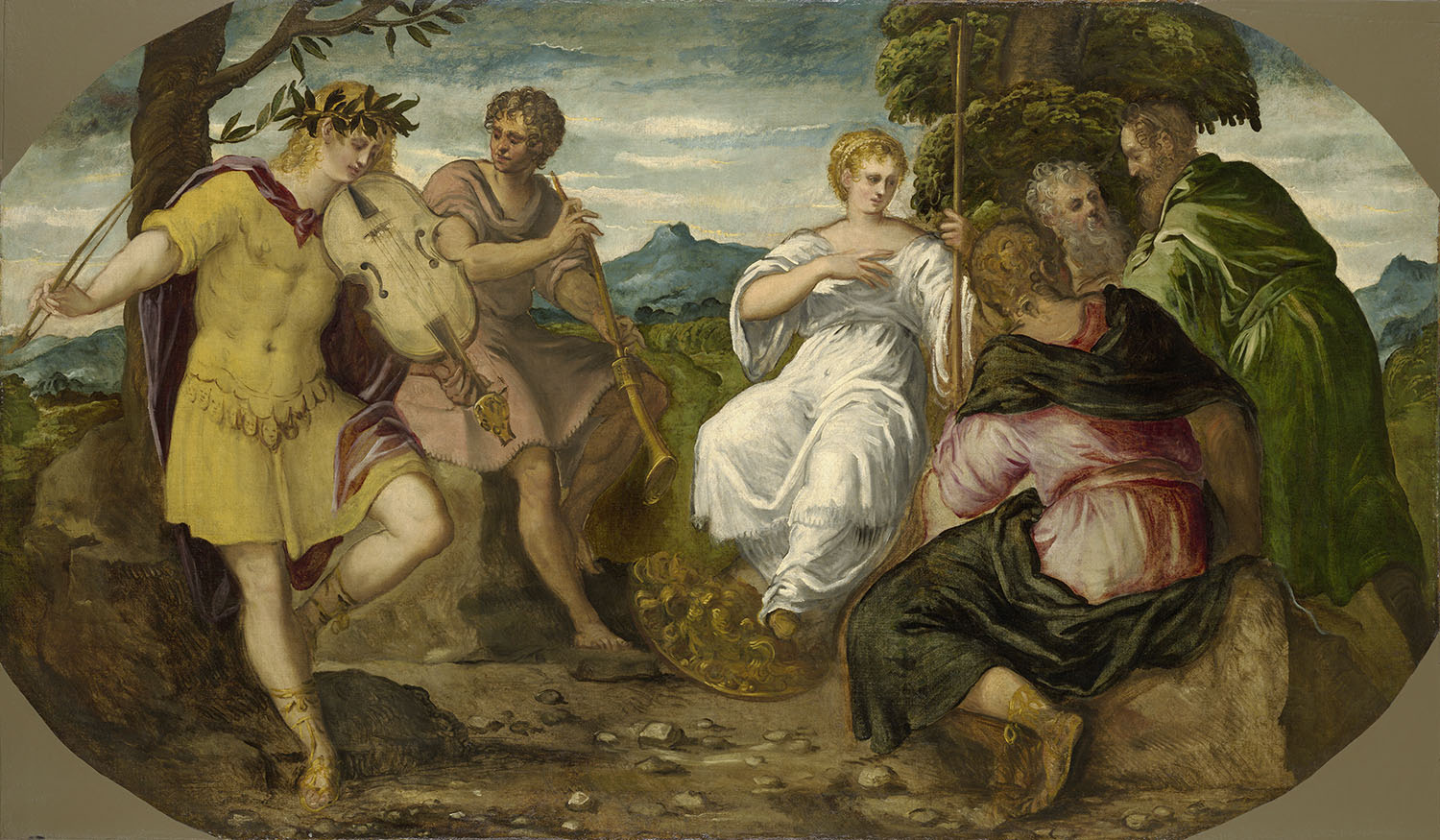
Apollón a Marsyas (1544/45, Wadsworth Aheneum, Hartford, V. Británie)

Z února 1545 existuje dopis Pietra Aretina, florentského spisovatele a básníka žijícího v Benátkách od roku 1527. Aretino v něm děkuje za dva nástropní deskové obrazy s příběhy Apollón a Marsyas a Merkur a Argus. Osud Marsya inspiroval již před Tintorettem Michelangela Buonarrotiho a Andreu Schiavoneho, ale především Tiziana v jeho kroměřížském obraze z konce mistrovy tvorby. V roce 1548 Tintoretto přesídlil do farnosti San Marziale, kde pro kostel Santi Ermagora e Fortunato (San Marcuola) namaloval obraz Poslední večeře Páně, první z několika verzí tohoto námětu. Z této doby pochází i první ze známých malířových autoportrétů (dnes ve Victoria and Albert Museum, Londýn), stejně jako několik portrétů významných Benátčanů, včetně sochaře a architekta Jacopa Sansovina (1486–1570). Do roku 1548 je pak datován obraz Svatý Marek osvobozuje otroka určený pro Scuola Grande di San Marco. Obraz je možné považovat za vrchol počátků Tintorettovy malířské tvorby.

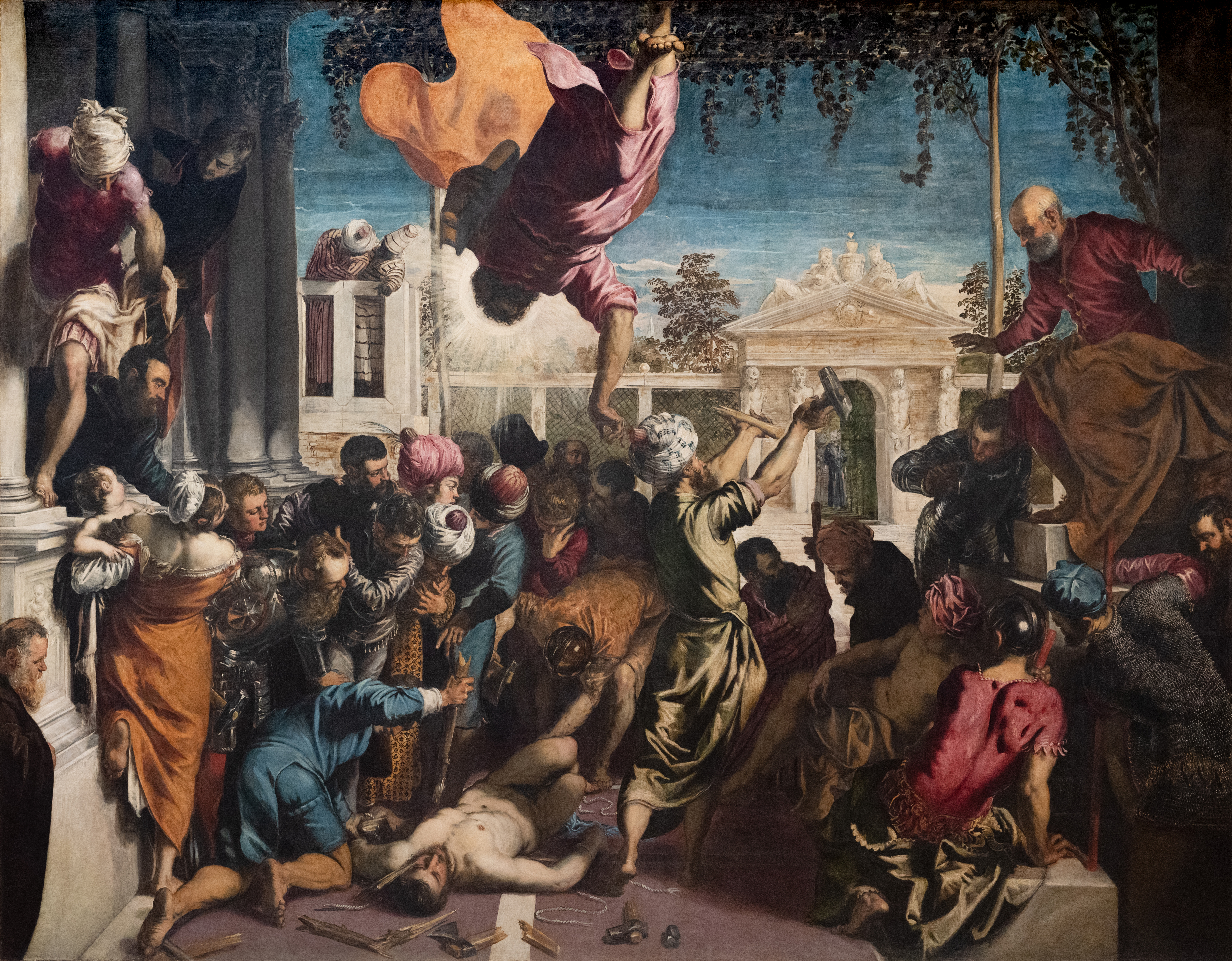
Svatý Marek osvobozuje otroka (1548, Gallerie dell’Accademia, Benátky)

V roce 1550 se Tintoretto oženil s Faustinou Episcopi, dcerou Marca Episcopiho, který se v roce 1539 stal děkanem a v roce 1547 představeným Scuola Grande di San Marco. Tintoretto měl s Faustinou osm dětí: syny Domenica a Marca (oba se stali malíři), a šest dcer, z nichž nejstarší byla Marietta, zvaná La Tintoretta (později se také stala malířkou). Mezi roky 1551 a 1555 namaloval dva obrazy pro Dóžecí palác, které však byly zničeny při požáru paláce v 70. letech 16. století. Mezi Tintorettova nejvýznamnější díla tohoto období lze zařadit sérii šesti obrazů s biblickými náměty z Madridu, původně určenými pro španělského krále Filipa II. Přibližně ve stejné době malíř vyzdobil třemi novozákonními příběhy dveře varhan v benátském kostele Santa Maria dell’Orto (dnes v tomto kostele vystaveny jako samostatné obrazy). Obraz Mariina cesta do chrámu z přední strany varhanních křídel zaujal i Giorgia Vasariho (1511–1574) pro velkolepě pojatou kompozici. O jak originální malířskou inovaci se jednalo odhalí srovnání tohoto obrazu s rozměrným plátnem namalovaným Tizianem pro benátskou Scuola della Carita (1534/38). Tinroretto však dostal za tento obraz poslední část honoráře až v roce 1556, tj. v době, kdy teprve bylo dílo zcela dokončeno. V letech 1562/64 Tintoretto pro chór tohoto kostela namaloval ještě dvě velká plátna (Klanění zlatému teleti a Poslední soud) společně s pěticí menších obrazů s alegorickými postavami.

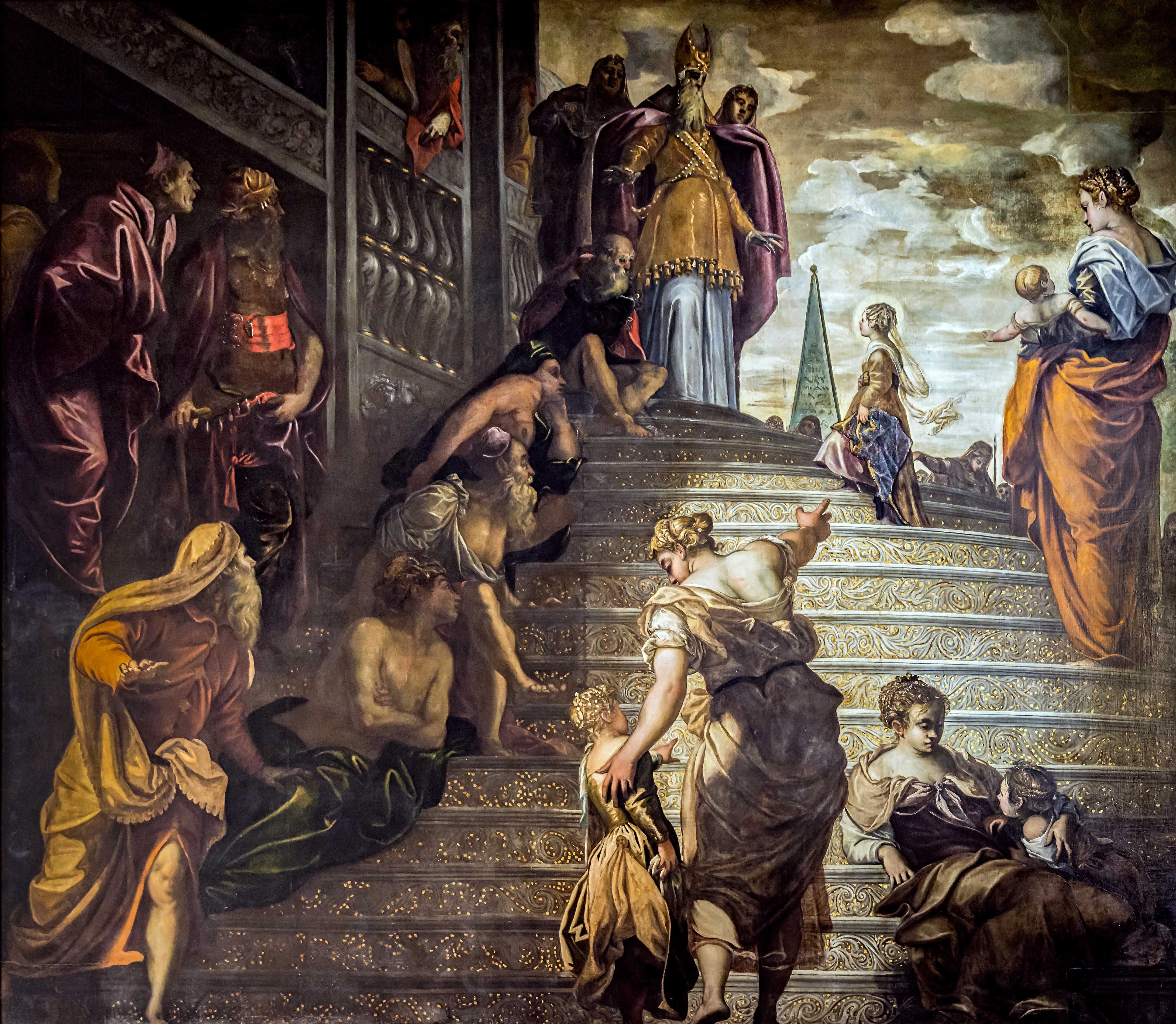
Mariina cesta do chrámu (1552/53, kostel Madonna dell’Orto, Benátky)

Současně pracoval pro laická bratrstva a to pro Scuola della Trinità (1550/53) a později i pro Scuola Grande di San Marco (1562/66). Od roku 1564 začal pracovat také na výzdobě sálů Scuola Grande di San Rocco (1564 až 1588). Nepřekvapí proto, že v roce 1565 byl jmenován členem této Scuoly. Již o rok dříve se stal, spolu s malířem Paolo Veronesem (1528–1588), členem komise, která měla vybrat nejvhodnější návrh pro mozaikovou výzdobu baziliky San Marco. Za to, že byl schopen realizovat řadu prací v mimořádně krátké době Tintoretto vděčil malířské technice zvané prestezza, která mu dovolovala malovat více obrazů současně. Práce dílenských malířů na některých objednávkách mu umožňovala se věnovat velkým projektům pro Scuoly a pro Palazzo Ducale. Současně tak mohl uspokojovat rostoucí požadavky objednavatelů. Na konci 70. let 16. století mezi významné Tintorettovy projekty patřila i série osmi obrazů oslavující činy rodu Gonzagů. První čtyři velká plátna malíř dokončil již v roce 1579 a další čtyři obrazy byly předány v květnu následujícího roku. V září 1580 pak Tintoretto přijal pozvání vévody Viléma I. Gonzagy a i s rodinou odjel do Mantovy, aby zde instaloval zhotovené obrazy, na kterých se podílela i malířova dílna.

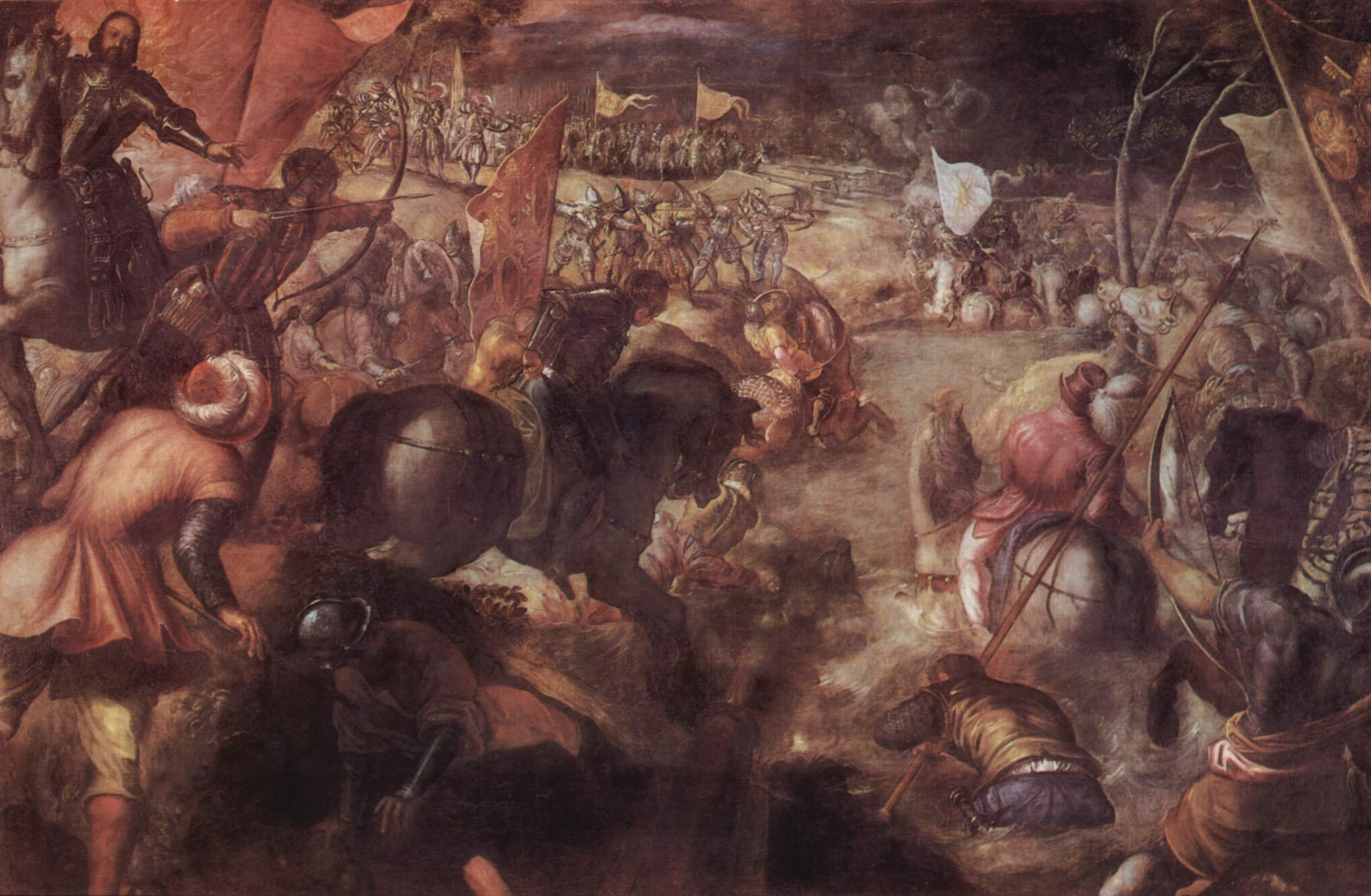
Jan Francesco II. v bitvě u Tara (1578/80, Alte Pinakothek, Mnichov)

Mezi roky 1581 a 1584 se Tintoretto s dílnou podílel na zhotovení několika obrazů pro Sala del Senato v Dóžecím paláci po jeho předchozích dvou požárech (1574 a 1577). V téže době pro tento palác Tintoretto, spolu s Paolo Veronesem, Palmou il Giovane a Francesco Bassanem, pracoval na obrazové výzdobě stropu Sala del Maggior Consiglio. Na počátku 80. let 16. století se Tintoretto spolu se spolupracovníky podílel i na výzdobě Sala del Collegio. Tintorettův malířský úspěch přerušila nečekaná smrt malířovy nejoblíbenější dcery Marietty, která mu pomáhala v jeho práci. Za převážně dílenskou práci z let 1590 až 1592, na které se podílel i Domenico Tintoretto, lze považovat cyklus obrazů ze života sv. Kateřiny pro benátský kostel Santa Catarina. V prosinci 1592 byl Tintoretto jmenován členem Scuola dei Mercanti a i když ještě na počátku roku 1594 pracoval na objednávce pro presbyterium kostela San Giorgio Maggiore, v březnu téhož roku onemocněl a 31. května 1594 zemřel. Byl pohřben v kostele Santa Maria dell´Orto, kde již dříve měla hrob jeho dcera Marietta. Po Jacopově smrti převzal vedení dílny jeho syn Domenico a pracoval v ní i Domenicův bratr Marco. Jacopovým skutečným žákem a pokračovatelem byl Palma il Giovane, ale především krétsko-španělský malíř Domenikos Theotokópoulos, zvaný El Greco (1541–1614).

## Umělecká tvorba
Tintoretta lze z velké části považovat za malíře samouka. Traduje se však, že nade dveřmi svého ateliéru měl nápis „Kresba Michelangelova a barva Tizianova“. Tím je možné vysvětlit kresebné pojetí jeho vyobrazených postav, což bylo v benátské malbě té doby něco neobvyklého. Rovněž pracoval s figurkami z vosku nebo z hlíny, jejichž rozmístění mu umožňovalo lépe pochopit jejich prostorové vztahy a světelné efekty v dané obrazové kompozici. Jeho rázné, rychlé tahy štětcem mohly u některých objednavatelů vyvolávat dojem nedokončenosti obrazu (např. obraz Sv. Marek osvobozuje otroka ve Scuola Grande di San Marco), což mohlo v roce 1569 u Giorgia Vasariho vzbuzovat přesvědčení o Tintorettově malířské bezkoncepčnosti. Dovolovalo mu to však malovat velmi rychle a tím uspokojovat více objednavatelů, pro což byl označován jako Il Furioso, tj. „zběsilý“.

### Nástěnné malby
Tintoretto se o freskovou malbu zajímal jen okrajově. Uvádí se, že bezplatně pomáhal malíři Schiavonemu s jeho freskovými pracemi. Malíř je však považován za autora fresek na průčelí paláce Ca´Soranzo v Benátkách datovaných do roku 1556. V dolní části fresky byla zachycena bitevní scéna, v horní pak několik ženských postav.

### Obrazy

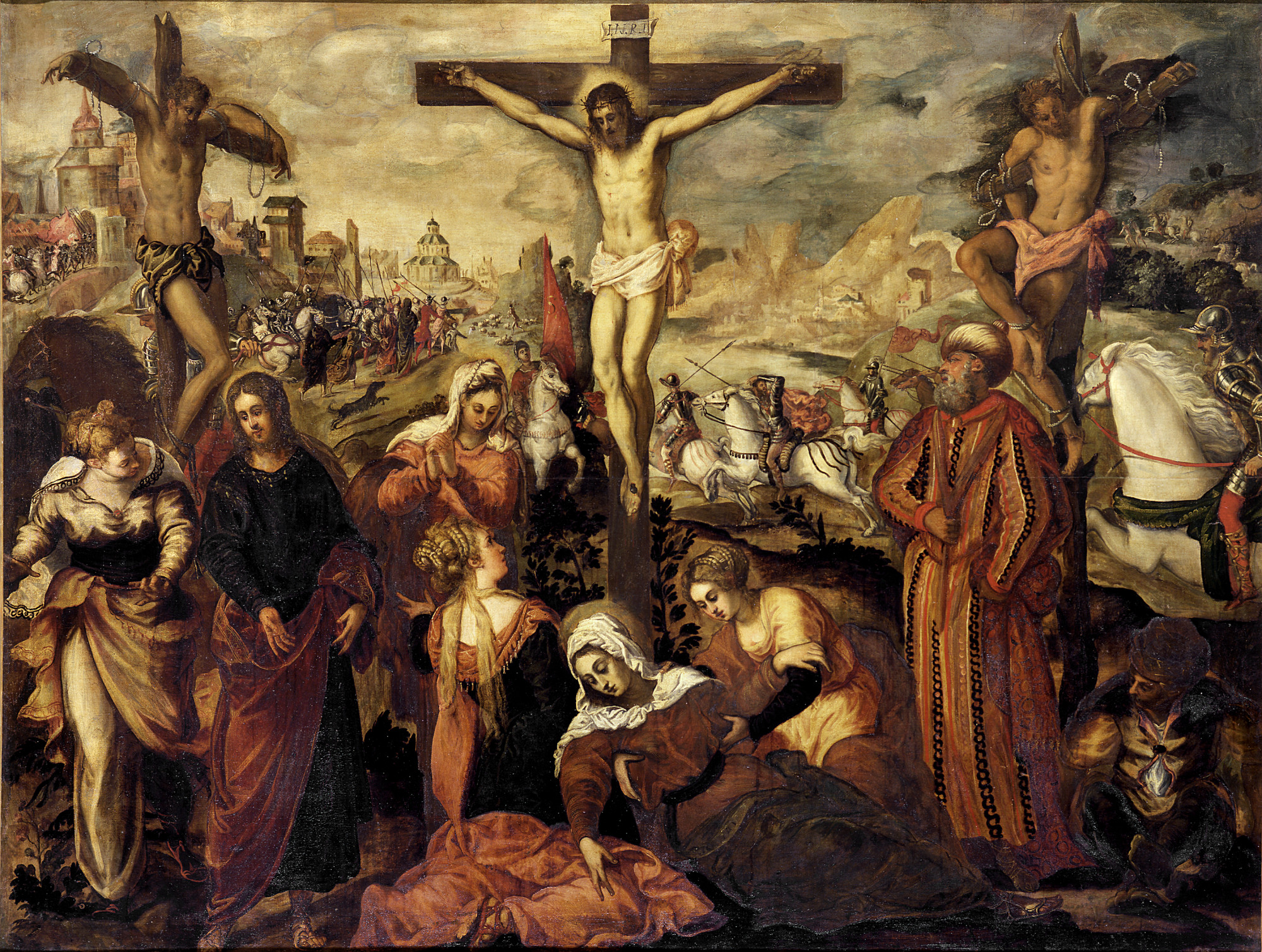
Ukřižování Krista (1542/45, Museo Civico, Padova)

Do Tintorettova raného období patří jeho spolupráce s malíři nábytkových truhel (cassone), což dokládají tzv. veronské a vídeňské desky. Obraz Ukřižování Krista patří mezi čtyři veronské deskové výplně, kde je vliv těchto malířů na Tinrorettovu pozdější tvorbu nejvíce patrný. Někteří historici umění v této desce nacházejí i účast Andrey Schiavoneho.

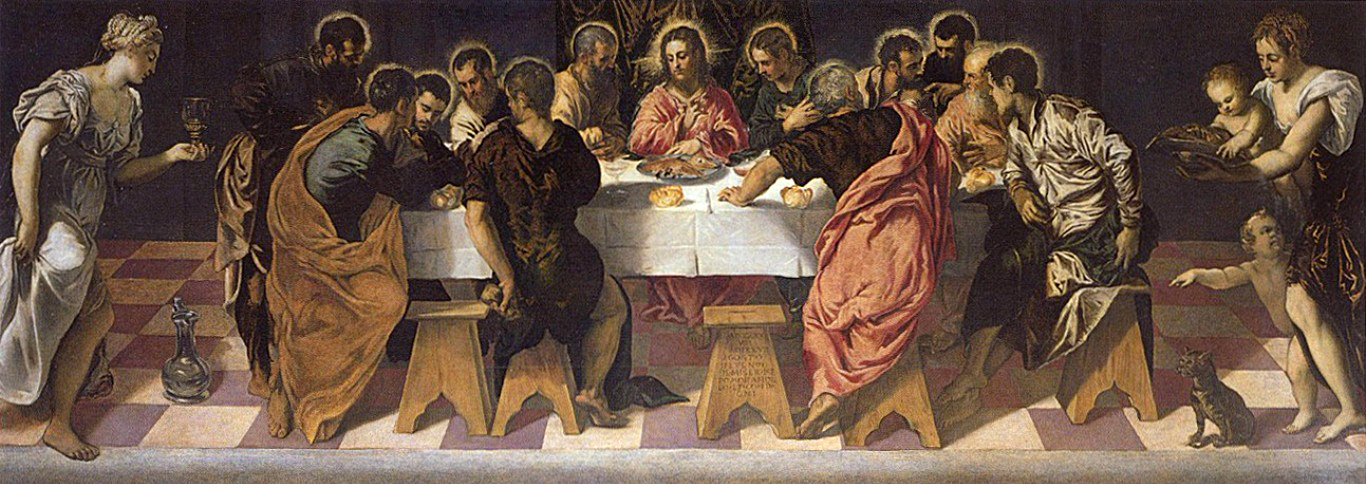
Poslední večeře Páně (1547, kostel San Marcuola, Benátky)

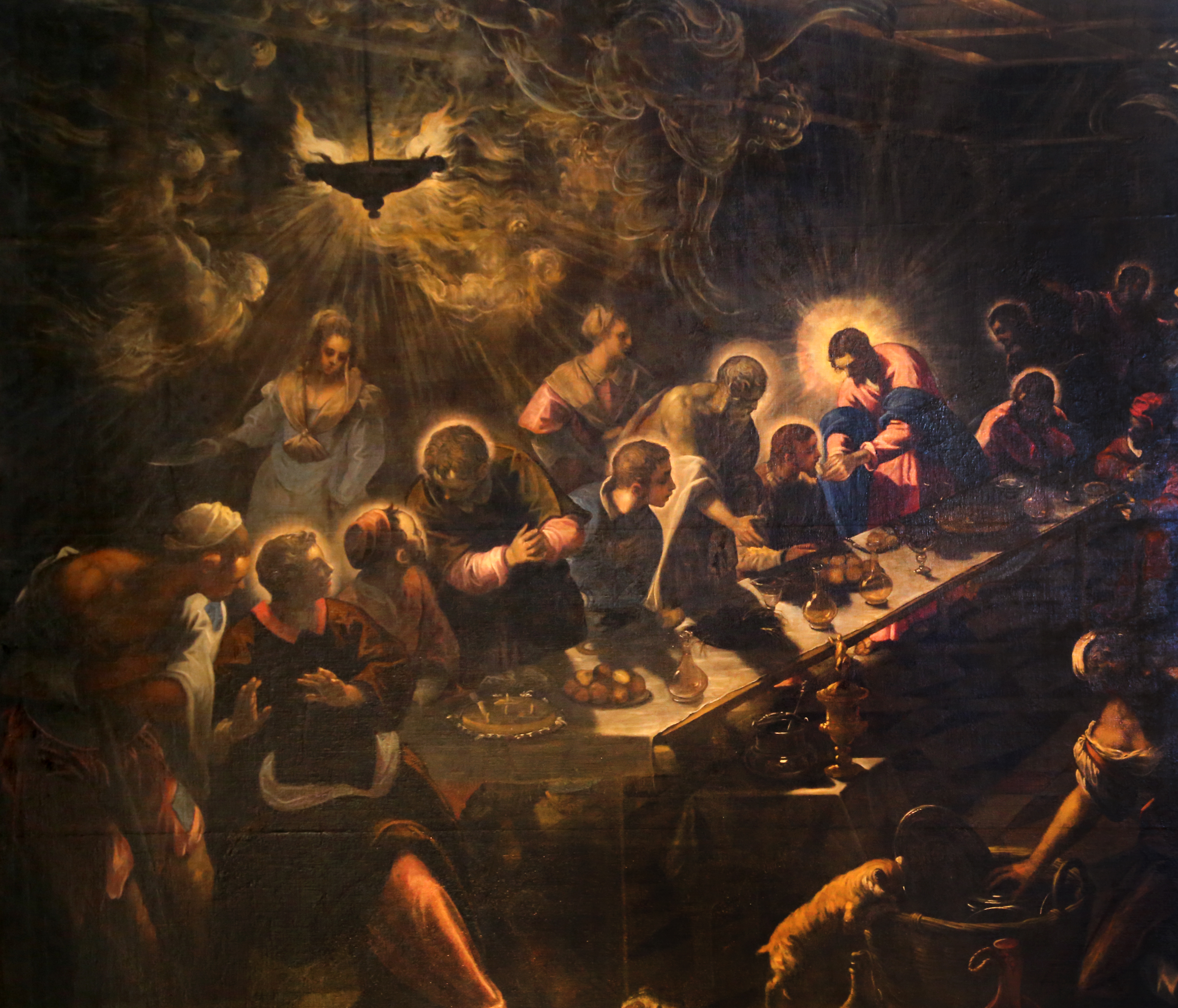
Poslední večeře Páně (1592/94, San Giorgio Maggiore, Benátky)

K nejlepším Tintorettovým dílům z počátku jeho tvorby patří dva obrazy namalované pro presbytář benátského kostela San Marcuola. Malíř pro tento kostel namaloval dvě rozměrná plátna známá jako Poslední večeře a Mytí nohou. Zatímco obraz Poslední večeře malíř dokončil 27. srpna 1547 a v kostele se nachází na levé straně apsidy, obraz Mytí nohou, pocházející ze stejného období, je dnes v madridském Pradu. Plátno s vyobrazením Poslední večeře, které bylo poškozeno pozdějšími úpravami, patří mezi první Tintorettovy obrazy s tímto námětem. Poslední verzí tohoto obrazu je stejnojmenné monumentální plátno určené pro presbytář benátského kostela San Giorgio Maggiore z let 1592/94. V tomto obraze Tintoretto dlouhý stůl umístil úhlopříčně, čímž dodal obrazu prostorovou hloubku. Obraz má také dva zdroje světla – od lampy na stěně a od svatozáře kolem hlavy Ježíše Krista. Přítomnost několika sloužících dává obrazu lidský rozměr, zatímco siluety andělů dodávají malbě nadpozemskost. Zářivé barvy a šerosvit dokládají malířův dobový příklon k manýrismu. V době mezi datací obou uvedených pláten s tímto námětem malíř dokončil více než 500 dalších obrazů, ať již sám nebo za účasti dílny. V té době pracoval především pro benátské školy, jmenovitě pro Scuola Grande di San Rocco a to mezi roky 1564 a 1588. V tomto období pracoval i na zadání od španělského dvora pro krále Filipa II. Jednalo se o šest pláten s biblickými náměty, která Tintoretto vytvořil kolem roku 1555. Obrazy pocházejí z období malířova sblížení se s Paolo Veronesem. Cyklus obrazů zahrnuje následující témata: Zuzana a starci, Ester před Asuerem, Judita a Holofernes, Královna ze Sáby u Šalamouna, Josef a žena Putifarova a Nalezení Mojžíše. Dramatičnost vyobrazeného děje nepostrádá obraz Judita a Holofernes, zatímco obrazy Ester před Asuerem a Královna ze Sáby u Šalamouna, ale i Nalezení Mojžíše vykazují monumentálnost okamžiku, které je dosaženo díky benátské zálibě v zářivých barvách. Již na těchto obrazech, především na vyobrazeních Zuzana a starci a Josef a žena Putifarova je již dobře patrné manýristické držení těla, jeho až spirálovité stočení, v němž postavě pomyslně hrozí pád, stejně jako prudká pohybová gesta rukou, kterými mnohé postavy vyjadřují své duševní rozpoložení.

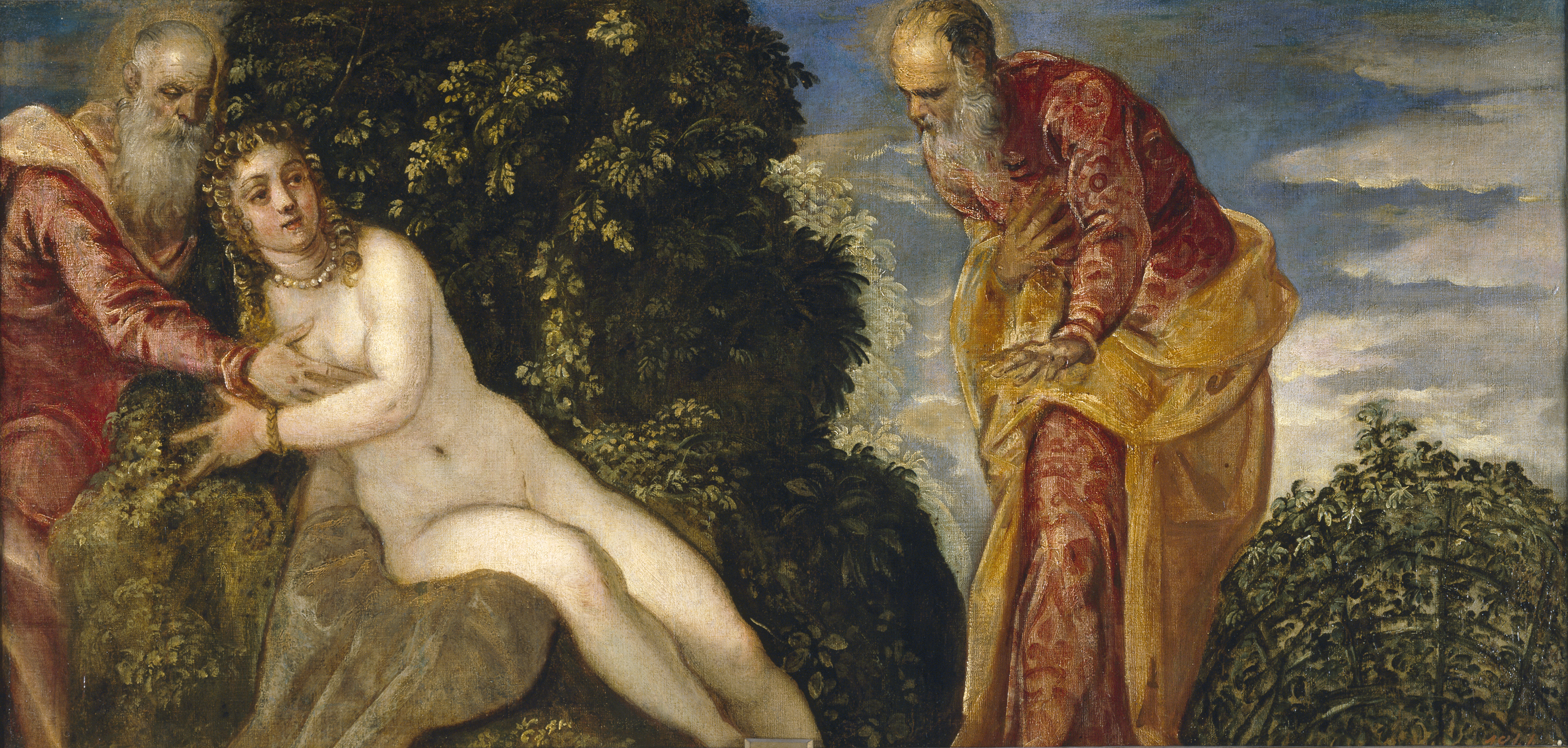
Zuzana a starci (1552/55, Museo del Prado, Madrid)

Asi o 25 let později Tintoretto namaloval čtyři rozměrná plátna i pro císaře Rudolfa II. Jejich objednávku sjednal jeho archivář Ottavio Strada (1550–1606). Uvádí se, že to byl právě on, kdo navrhl pro tyto obrazy náměty z Herkulova života. Náměty Ottavio Strada převzal z knihy Ercole od Gregoria Giraldiho vydané v Mantově v roce 1557. Vybrané náměty těchto obrazů jsou: Vznik Mléčné dráhy, Herkules a Omfalé, Herkules a Iola (Omfalé) a Koncert Múz. Tintoretto tyto obrazy namaloval mezi roky 1581 a 1584. Na obraze Vznik Mléčné dráhy není přikládán k prsu spící bohyně Juno malý Bacchus, syn boha Dia, ale malý Herkules, syn pozemšťanky Alkmény. Touto lstí Zeus zajistil Herkulovi nesmrtelnost. Když se Juno probudila, mléko vytrysknuvší z jejího prsu dalo na nebi základ Mléčné dráze a na Zemi bílým květům lilií.

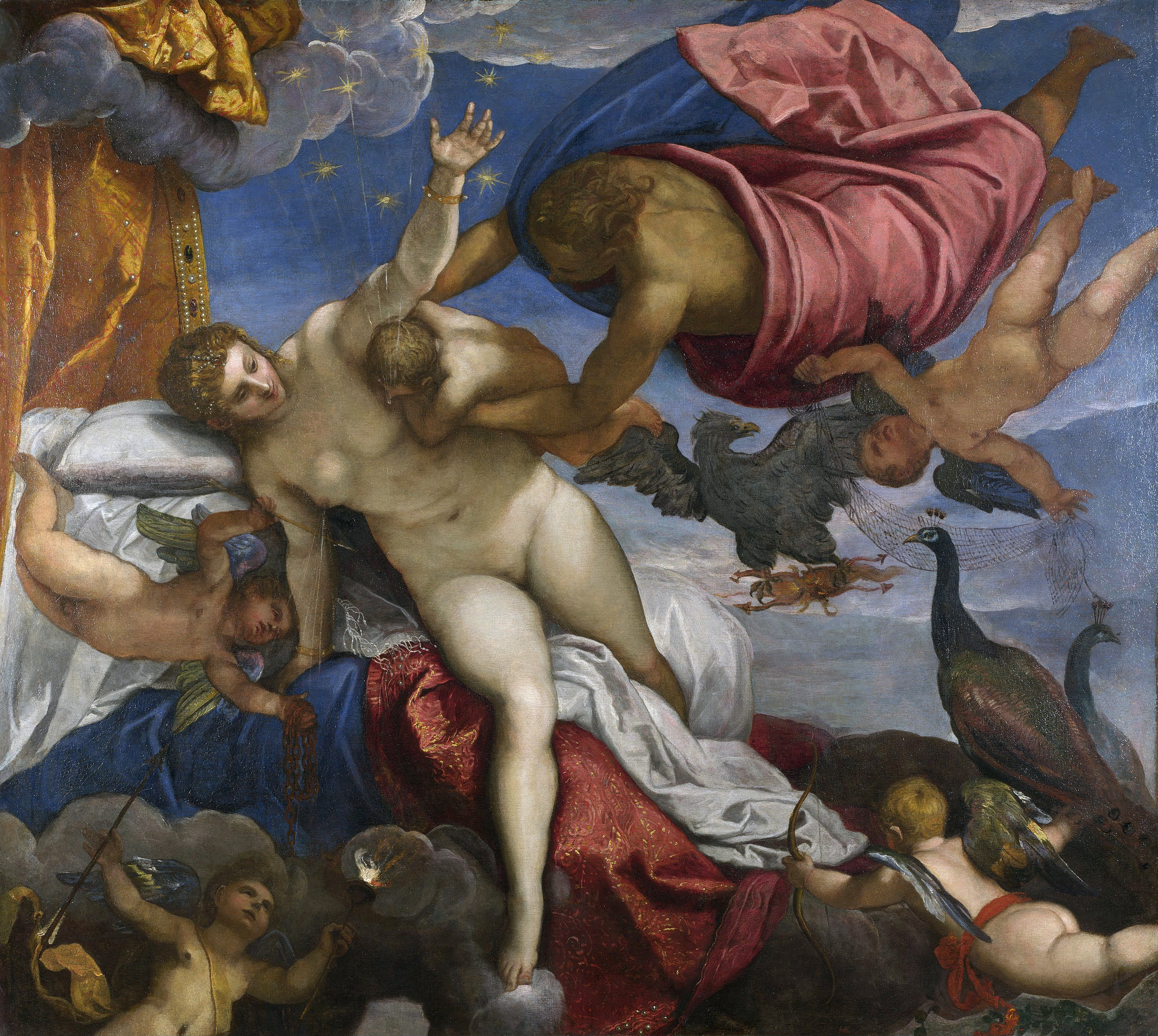
Vznik Mléčné dráhy (1582, Národní galerie v Londýně)

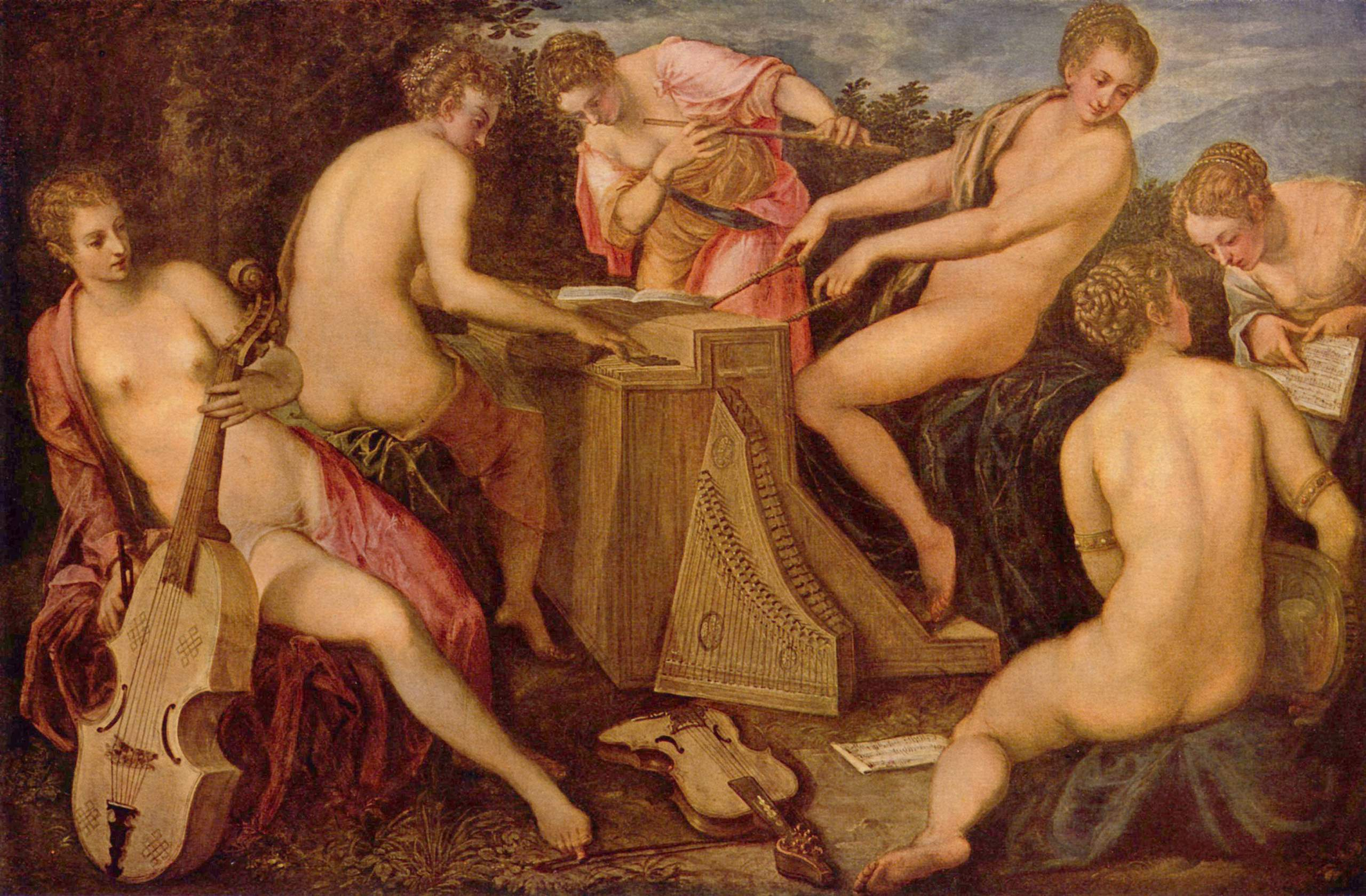
Koncert Múz (1581/84, Galerie starých mistrů, Drážďany)

Plátno označované jako Dámský koncert či Koncert Múz zapadá jen volně do cyklu obrazů z Herkulova života. Je také označován za Apoteózu vítězství, ve které končí Herkulovy osudy. Po rozchvácení sbírek Rudolfa II. žádný z uvedených obrazů však nezůstal v Praze. V českých sbírkách však nalezneme několik obrazů Jacopa Tintoretta a to Svatý Jeroným (Národní galerie, Praha). a tři obrazy v Obrazárně Pražského hradu (Kristus a cizoložnice, Klanění pastýřů a Bičování Krista. Zatímco první dva obrazy z hradní obrazárny pocházejí z konce 40. let, obraz Bičování Krista vykazuje manýristické charakteristiky Tintorettovy malby, a byl proto zařazen do 70. nebo 80. let 16. století. Olomoucký obraz Umučení svatého Vavřince je považován za dílo blíže nejmenovaného Tintorettova žáka. Tintoretto byl také velmi vyhledávaným portrétistou, což dokládají jeho četné podobizny osob z řad šlechty, a později i portréty benátských dóžat, a to navzdory tomu, že nebyl oficiální malířem Serenissimy.

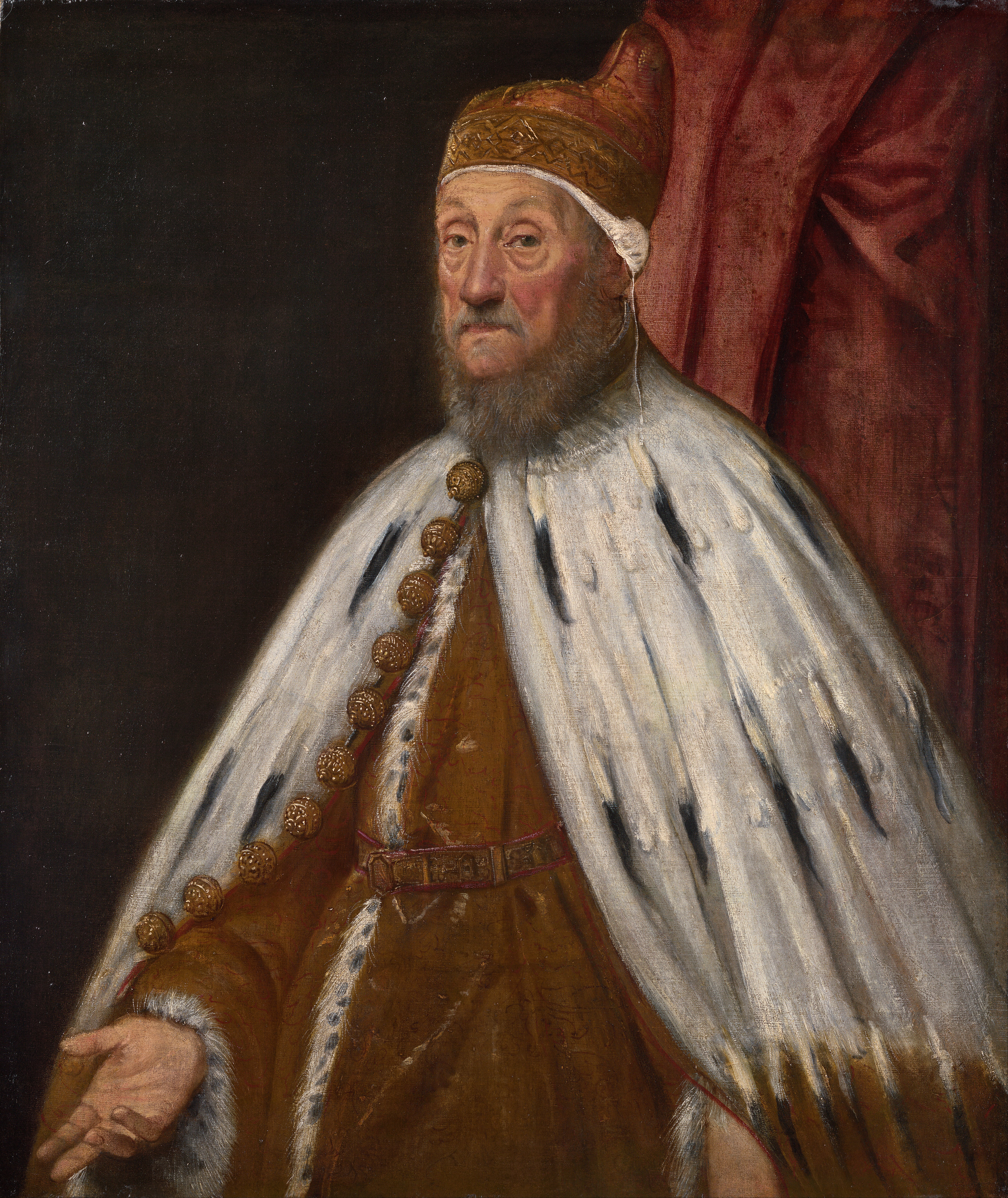
Portrét dóžete Pietra Loredana (1567/70, National Gallery of Victoria, Melbourne, Austrálie)

Melbournský portrét dóžete Pietra Loredana z let 1568/70 je asi nejlepší ze tří jeho existujících variant. V době vzniku tohoto portrétu se Tintoretto začal podílet i na výzdobě Dóžecího paláce. Některé z obrazů však poškodily nebo zničily požáry paláce v letech 1574 a 1577. Předpokládaným vyvrcholením Tintorettova podílu na výzdobě paláce bylo Benátčany obdivované a snad do současnosti nejrozměrnější plátno zobrazující Ráj a možná i Poslední soud (700×2200 cm). Toto rozměrné plátno zdobí čelní stěnu sálu Velké rady (Sala del Maggior Consiglio).

Ráj či Poslední soud (1588/90, Sala del Maggior Consiglio, Dóžecí palác, Benátky)

Po požáru Dóžecího paláce v roce 1577 se senát Benátské republiky rozhodl vypsat soutěž na malbu rozměrného obrazu na téma Korunovace Panny Marie v Ráji, který by pokryl celou přední stěnu Sala del Maggior Consiglio. Na tomto místě se původně nacházela poškozená freska z poloviny 14. století namalovaná Guarientou. Původně měl být přijat návrh Paola Veroneseho a Francesca Bassana, ale pro neshody a následnou Veroneseho smrt byl úkol zadán Jacopo Tintorettovi. Ten úkol splnil za pomoci syna Domenica a za účasti dílny. Kompoziční rozdíly mezi kresebným záměrem a konečnou podobou obrazu jsou dokladem toho, jak se malíř snažil vyhovět přáním senátorů. Obraz Ráj či Poslední soud zobrazuje v nebeském panoramatu korunování Panny Marie za Královnu nebes jejím synem Ježíšem Kristem. Je to obdivuhodné dílo se stovkami postav a nepřekvapí proto, že ho Benátčané obdivovali od okamžiku jeho dokončení. Do té doby se po Michelangelovi nikdo neodvážil namalovat náboženský výjev na tak velké ploše. Tintoretto však Michelangela překonal, když ne procítěností zobrazeného výjevu, tak přinejmenším vzrušenou atmosférou děje a množstvím vyobrazených postav. Jeho vize lidstva nemá v Michelangeově tvorbě obdoby.

### Kresby a grafické listy

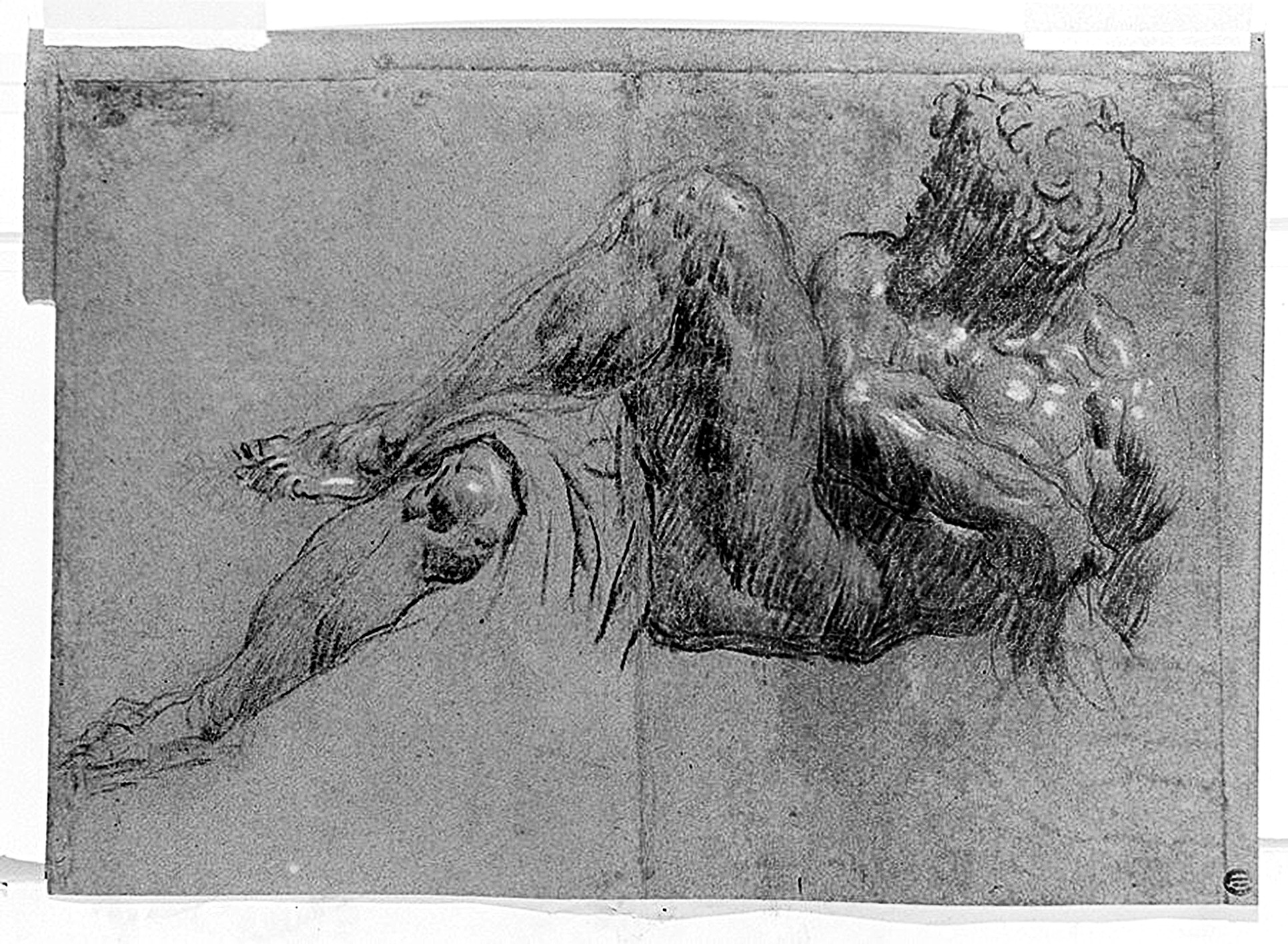
Studie Michelangelovy plastiky Noc (1550/55; černá a bílá křída, Metropolitní muzeum umění, New York)

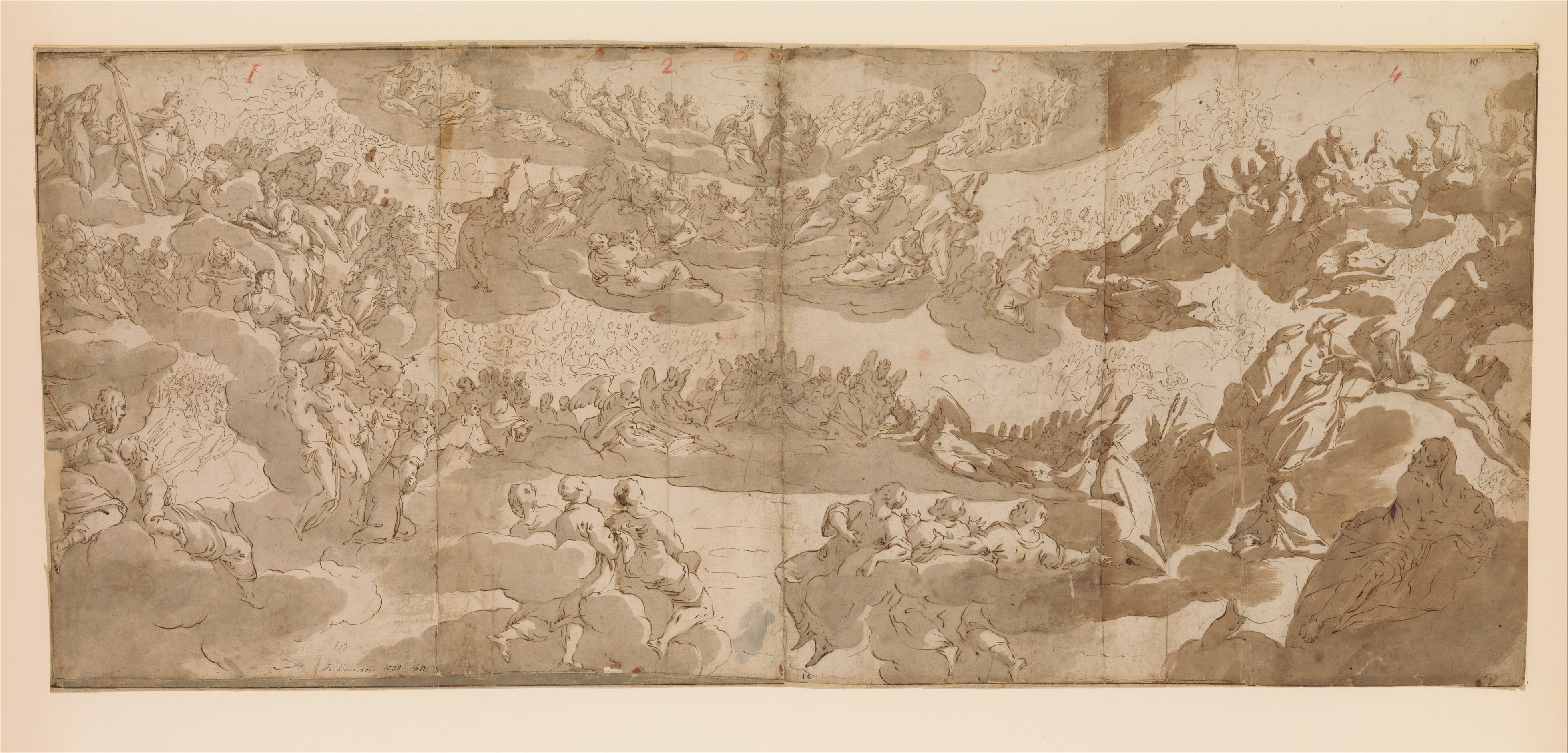
Ráj či Poslední soud (kresba perem a rozmývaným hnědým inkoustem o rozměrech 39,4×99,0 cm, Metropolitní muzeum umění, New York)

Tintoretto již jako začínající malíř vynikal kreslířskou dovedností, což bylo pravděpodobným důvodem toho, proč nebyl přijat do Tizianovy dílny. Benátské malířství té doby, na rozdíl od florentské malířské školy, upřednostňovalo barvu před kresbou. Malíř však obdivoval Michelagelovy siluety robustních postav. Studoval především kopie jeho soch s námětem Svítání, Dne, Soumraku a Noci. A kresbě se Tintoretto nevyhýbal ani v pozdním období své tvorby, jak to dokládá perokresba jeho pozdějšího rozměrného plátna pro Dóžecí palác nazvaného Ráj, a někdy také Poslední soud. Jak v kresbě, tak i na vlastním obraze jsou patrné těsně přiléhající skupiny postav, uspořádané do široce pojatých oblouků symbolizujících harmonii nebeských sfér.

## Umělecko-historický význam malířského díla Jacopa Tintoretta
Ohromující malířské dílo Jacopa Tintoretta představuje vrchol benátské manýristické malby 16. století. Inspiroval ho Michelangelův malířský monumentalizmus, ale nakonec vše podřídil náboženskému mysticismu protireformace, jak to umožňoval manýristický spiritualismus. Jeho pokračovatelé, především jeho synové, však již nedosáhli mistrovy úrovně. Výjimku činí malíř El Greco, který pobýval v Benátkách v roce 1567. Ten manýristické pojetí malby dále rozvíjel během svého pozdějšího života ve Španělsku.